# NGC 1539-1
NGC 1539-1 في الفهرس العام الجديد، هي مجرة، تقع في كوكبة الثور (كوكبة). اكتشفت في 6 سبتمبر 1864 بواسطة ألبرت مارث.

## روابط خارجية
- NGC 1539-1 على موقع ويكي سكاي: DSS2, SDSS, GALEX, IRAS, Hydrogen α, X-Ray, Astrophoto, Sky Map, Articles and images